# Muille-villette-i német katonai temető
A muille-villette-i német katonai temető (Deutscher Soldatenfriedhof Muille-Villette) egy első világháborús sírkert a franciaországi Muille-Villette-nél.
A temetőben 1534 német katona nyugszik. A területet 1918 tavaszán kezdte temetésre használni a német hadsereg. Muille-Villette a háború alatt fontos vasúti csomópont volt, sok súlyos sebesült érkezett ide vonaton a frontról.
1922-ben a francia hatóságok hozzájárultak a sírkert területének megnöveléséhez, hogy a közeli csatatereken hevenyészve eltemetett német katonákat ebbe a sírkertbe szállíthassák át. A temetőben 1114 katona egyéni sírban, 420 tömegsírban nyugszik.
1966. július 19. megkötötték a francia–német hadisír-egyezményt, és a német háborús sírokat gondozó szervezet megkezdte a temető végső formájának kialakítását. Észak-Rajna-Vesztfáliából érkező diákönkéntesek rendbe tették a sírkertet, és építettek egy új bejáratot. 1971-ben kicserélték a sírokat jelölő fakereszteket, és belga gránitból készült kereszteket helyeztek el, amelyekbe belegravírozták az elesettek nevét és (ha ismert) haláluk dátumát.